# UEFA Intertoto Cup 2000
Die Finals des UEFA Intertoto Cups 2000 wurden von Udinese Calcio, Celta Vigo und dem VfB Stuttgart gewonnen. Diese Mannschaften konnten sich somit für den UEFA-Pokal 2000/01 qualifizieren.

## 1. Runde
|                               | Gesamt          |                             | Hinspiel | Rückspiel |
| ----------------------------- | --------------- | --------------------------- | -------- | --------- |
| FC Floriana                   | 1:3             | Stabæk Fotball              | 1:1      | 0:2       |
| Glenavon FC                   | 1:4             | NK Slaven Belupo Koprivnica | 1:1      | 0:3       |
| Zagłębie Lubin                | 7:1             | FK Viləş Masallı            | 4:0      | 3:1       |
| FK Ozeta Dukla Trenčín        | 0:4             | Dinaburg Daugavpils         | 10:3 1   | 0:1       |
| NK Primorje                   | 11:00           | KVC Westerlo                | 5:0      | 6:0       |
| Cibalia Vinkovci              | 4:2             | FK Obilić                   | 3:1      | 1:1       |
| Dnjapro-Transmash Mahiljou    | 4:2             | Silkeborg IF                | 2:1      | 2:1       |
| Nea Salamis Famagusta         | 6:2             | KS Vllaznia Shkodra         | 4:1      | 2:1       |
| FK Pelister Bitola            | 4:1             | CS Hobscheid                | 3:1      | 1:0       |
| Leiftur Ólafsfjörður          | (a)6:6(a)       | FC Luzern                   | 2:2      | 4:4       |
| Dinamo Tiflis                 | (a)3:3(a)       | Standard Lüttich            | 2:2      | 1:1       |
| LASK Linz                     | 4:1             | Hapoel Petach Tikwa         | 23:0 2   | 1:1       |
| HB Tórshavn                   | 0:7             | FC Tatabánya                | 0:4      | 0:3       |
| Araks Ararat                  | 1:3             | SK Sigma Olomouc            | 1:2      | 0:1       |
| JK Trans Narva                | 4:9             | Ceahlăul Piatra Neamț       | 2:5      | 2:4       |
| Kocaelispor                   | 1:1 (3:5 i. E.) | Atlantas Klaipėda           | 0:1      | 1:0 n. V. |
| Västra Frölunda IF            | (a)2:2(a)       | HŠK Zrinjski Mostar         | 1:0      | 1:2       |
| Myllykosken Pallo -47         | 4:5             | Neuchâtel Xamax             | 1:2      | 3:3       |
| University College Dublin AFC | (a)3:3(a)       | Welbaschd Kjustendil        | 3:3      | 0:0       |
| Cwmbran Town                  | 0:2             | FC Nistru Otaci             | 0:1      | 0:1       |

## 2. Runde
|                        | Gesamt    |                             | Hinspiel | Rückspiel |
| ---------------------- | --------- | --------------------------- | -------- | --------- |
| AC Perugia             | 2:3       | Standard Lüttich            | 1:2      | 1:1       |
| Nea Salamis Famagusta  | 1:3       | FK Austria Wien             | 1:0      | 0:3       |
| Stabæk Fotball         | 0:5       | AJ Auxerre                  | 0:2      | 30:3 3    |
| FC Nistru Otaci        | 3:7       | SV Austria Salzburg         | 2:6      | 1:1       |
| RCD Mallorca           | 3:4       | Ceahlăul Piatra Neamț       | 2:1      | 1:3       |
| FK Chmel Blšany        | 8:2       | Dnjapro-Transmash Mahiljou  | 6:2      | 2:0       |
| CS Sedan               | 6:2       | Leiftur Ólafsfjörður        | 3:0      | 3:2       |
| Zagłębie Lubin         | (a)1:1(a) | NK Slaven Belupo Koprivnica | 1:1      | 0:0       |
| FC Tatabánya           | 3:2       | Cibalia Vinkovci            | 3:2      | 0:0       |
| FK Pelister Bitola     | 3:1       | Västra Frölunda IF          | 3:1      | 0:0       |
| Neuchâtel Xamax        | 02:10     | VfB Stuttgart               | 1:6      | 1:4       |
| Zenit Sankt Petersburg | 6:1       | NK Primorje                 | 3:0      | 3:1       |
| LASK Linz              | 3:4       | FK Marila Příbram           | 1:1      | 2:3       |
| Welbaschd Kjustendil   | 2:8       | SK Sigma Olomouc            | 2:0      | 0:8       |
| Atlantas Klaipėda      | 2:7       | Bradford City               | 1:3      | 1:4       |
| Dinaburg Daugavpils    | 0:1       | Aalborg BK                  | 0:0      | 0:1       |

## 3. Runde
|                             | Gesamt    |                     | Hinspiel | Rückspiel |
| --------------------------- | --------- | ------------------- | -------- | --------- |
| Celta Vigo                  | 5:1       | FK Pelister Bitola  | 3:0      | 2:1       |
| CS Sedan                    | 1:2       | VfL Wolfsburg       | 0:0      | 1:2       |
| FK Chmel Blšany             | 8:0       | FC Kalamata         | 5:0      | 3:0       |
| RC Lens                     | (a)2:2(a) | VfB Stuttgart       | 2:1      | 0:1       |
| NK Slaven Belupo Koprivnica | 1:2       | SK Sigma Olomouc    | 1:1      | 0:1       |
| Standard Lüttich            | 4:2       | SV Austria Salzburg | 3:1      | 1:1       |
| Ceahlăul Piatra Neamț       | 2:5       | FK Austria Wien     | 2:2      | 0:3       |
| Zenit Sankt Petersburg      | 4:2       | FC Tatabánya        | 2:1      | 2:1       |
| Bradford City               | 3:0       | RKC Waalwijk        | 2:0      | 1:0       |
| Rostselmasch Rostow         | 1:5       | AJ Auxerre          | 0:2      | 1:3       |
| FK Marila Příbram           | 1:3       | Aston Villa         | 0:0      | 1:3       |
| Aalborg BK                  | 2:3       | Udinese Calcio      | 0:2      | 2:1       |

## Halbfinale
|                        | Gesamt |                  | Hinspiel | Rückspiel |
| ---------------------- | ------ | ---------------- | -------- | --------- |
| SK Sigma Olomouc       | 3:1    | FK Chmel Blšany  | 3:1      | 0:0       |
| VfB Stuttgart          | 2:1    | Standard Lüttich | 1:1      | 1:0       |
| Zenit Sankt Petersburg | 4:0    | Bradford City    | 1:0      | 3:0       |
| Celta Vigo             | 3:1    | Aston Villa      | 1:0      | 2:1       |
| FK Austria Wien        | 0:3    | Udinese Calcio   | 0:1      | 0:2       |
| AJ Auxerre             | 3:2    | VfL Wolfsburg    | 1:1      | 2:1 n. V. |

## Finale
|                  | Gesamt |                        | Hinspiel | Rückspiel |
| ---------------- | ------ | ---------------------- | -------- | --------- |
| SK Sigma Olomouc | 4:6    | Udinese Calcio         | 2:2      | 2:4 n. V. |
| Celta Vigo       | 4:3    | Zenit Sankt Petersburg | 2:1      | 2:2       |
| AJ Auxerre       | 1:3    | VfB Stuttgart          | 0:2      | 1:1       |